# Organisation (musikgrupp)
Organisation var ett krautrock/progressive rock-band från Tyskland som startade 1968 och vars kärna bestod av de tyska musikerna Ralf Hütter (hammondorgel), Florian Schneider (bland annat flöjt och elfiol), Basil Hammoudi (bland annat slagverk och sång) och Alfred Mönicks (alias Fred Monicks; trummor). I retrospekt brukar denna grupp ses som ursprunget till bandet Kraftwerk som Ralf Hütter och Florian Schneider senare skulle starta. 
I boken "50 Jahre Jazzkeller Krefeld 1958-2008" påstås bandet ha spelat en gång i månaden på Jazzkeller Krefeld under året 1969 med uppställningen Hütter, Hammoudi, Schneider och Mönicks tillsammans med Peter Martini (saxofon, oboe) och Mocky Djuliarso (basgitarr). Andra medlemmar som ingått i bandet är Butch Hauf (basgitarr), Charly Weiss, Peter Martini och Paul Lorenz.
| ”                                                        | We had a very loose form of musicians playing together in Germany, and at one point somebody recorded something in a studio, but it wasn't "our" project or anything, so really Kraftwerk started in 1970. | „ |
| – Ralf Hütter, radiointervju, Beacon Radio, 14 juni 1981 | |   |

Någon gång under 1969 spelade de in LP:n Tone Float som producerades av Konrad Plank. Förutom musikerna Hütter, Schneider, Hammoudi och Mönicks ingick även basisten Butch Hauf. Skivan gavs till slut ut av de brittiska skivbolaget RCA i augusti 1970.
I början av 1970-talet när de spelade på olika festivaler och liknande kallade de sig ibland för "Organisation" och ibland för "Kraftwerk".
Den 25 april 1970 spelade bandet på festivalen Zweites Essener Pop und Blues Festival i Grugahalle i Essen, Tyskland. Konserten filmades av WDR när bandet framför en tidig variant av låten Ruckzuck, en låt som senare blev Kraftwerks första hit och gavs ut på deras första album, Kraftwerk (1970).
Kring mitten av 1970 hade bandet helt slutat kalla sig för "Organisation" och Ralf och Florian fortsatte tillsammans med andra musiker under namnet "Kraftwerk" och gav redan i november samma år ut Kraftwerks debutalbum Kraftwerk.

## Diskografi
- Tone Float (1970)